# アイ・ラブ・ルーシー
アイ・ラブ・ルーシー（I Love Lucy）は、アメリカで1951年～1957年にわたって放送されたルシル・ボール、デジ・アーナズ、ヴィヴィアン・ヴァンス、ウィリアム・フローレイが主演するシチュエーション・コメディのテレビドラマ。

## 概要
シチュエーション・コメディの典型にして代表的な作品。オリジナル版はアメリカCBSテレビで1951年10月15日から1957年5月6日まで白黒で放映され、人気を博し高視聴率を記録した。主人公ルーシー・リカードを演じたルシル・ボールの代表作。
日本ではNHKで1957年から60年（字幕版）、フジテレビで61～62年にかけて放送。フジテレビの吹き替え版放送でのルーシー役（日本語吹き替え）を桜京美（のちに瀬能礼子）が、リッキー役を柳澤愼一が担当した。
その後、設定や構成を幾分変えつつ、『ルーシー・デジ・コメディ・アワー』（The Lucy-Desi Comedy Hour ）（1957年～1960年）、『ルーシー・ショー』（The Lucy Show）（1962年～1968年）、『陽気なルーシー』（Here's Lucy）（1968年～1974年）と続けられ、いずれも人気を博した。
6シーズン中4シーズンはアメリカ国内最高の視聴率となり、初回から最終回までニールセン視聴率において最高であった（後に『メイベリー110番』と『となりのサインフェルド』もこの記録を達成する）。『アイ・ラブ・ルーシー』は現在も世界中の多数の言語で放送され続けている。
アメリカでは、現在でも上記のシリーズは根強い人気があり、ローカル局やケーブルテレビなどで、常に再放送され続けている。日本では2006年にNHK衛星第2テレビで49年ぶりに再放送され、2008年4月からはチャンネル銀河で再放送されている。また同年にはDVD「コンプリートBOX」の発売が始まり、戸田恵子・三谷幸喜が吹き替えを担当している。しかしTV放映時の吹き替えは未収録。
観客を入れたスタジオで35mmフィルムで撮影された最初のドラマである。エミー賞において多数ノミネートされ、5部門で受賞した。2002年、TV Guide's 50 Greatest TV Shows of All Time で第2位となった（第1位は『となりのサインフェルド』、第3位は『The Honeymooners』）。2007年、『タイム』誌の100 Best TV Shows of All-TIME にリストされた。アメリカでは現在も人気があり、毎年4,000万人が視聴しているとされる。
アメリカのユニバーサル・スタジオ・フロリダに『ルーシー・ア・トリビュート』（Lucy: A Tribute） という名の記念館がある。

## あらすじ
ニューヨークのアパートメントにルーシー・リカード（ルシル・ボール）は歌手でバンドリーダーの夫リッキー・リカード（デジ・アーナズ）と住んでおり、同じアパート内に親友のエセル・マーツ（ヴィヴィアン・ヴァンス）、その夫で管理人のフレッド・マーツ（ウィリアム・フローレイ）も住んでいる。第2シーズンではボールの実生活での息子デジ・アーナズ・ジュニアの出産に合わせ、息子リッキー・リカード・ジュニア（愛称リトル・リッキー）を出産することとなる。
ルーシーは天真爛漫および意欲的でショー・ビジネスに憧れており、スターにはむいていないが、自身と夫をトラブルに巻き込む才能はある。夫妻の親友であるフレッドとエセルが元ヴォードヴィリアンであったということだけでルーシー自身がパフォーマーにむいていると自覚する。しかしルーシーはほんの数回しか演じたことがない。またルーシーは音痴で、サキソフォーンで『Glow Worm』や『Sweet Sue』を調子外れに演奏することもあり、大抵これが騒動に発展する。しかし実際ルシル・ボールはこれとは違うため、場合によってはダンスや歌の才能を発揮する。『The Audition』のエピソードで怪我をしたピエロの代役となった際、およびハリウッドでリッキーの代わりにゴム人形をパートナーにして踊った際の少なくとも2回、ルーシーにはテレビや映画の出演依頼が来ている。この番組では彼女の道化や体を張ったコメディのスキルが存分に披露される。
登場人物の詳細は初期のシットコムでは重要でなく、人物設定が明確でなかった。いくつかのエピソードではルシル・ボールの実際の出身地であるニューヨーク州ジェイムスタウンがルーシーの出身地としているが、出身校であるジェイムスタウン高等学校のあるウエスト・ジェイムスタウンと改められている。旧姓は父方のスコットランドとアイルランドを表現したようなMcGillicuddy である。かつて祖母がスウェーデン系であり、ジェイムスタウンにはアイルランドとスウェーデンの大きなコミュニティがあると語ったことがある。ルーシーがリッキーと出会ったのは、かつて働いていた職場の友人と出かけたクルーズである。リッキーの名前を覚えられないほど頭が弱い母親（キャスリン・カード）以外にルーシーの家族は登場しない。年齢や実際の髪の色を秘密にしたり、金銭の無駄遣いが多いなど当時のコメディにおける女性のステレオタイプの特徴を表すことが多い。またルーシーは専業主婦で育児に専念する女性である。
ルーシーの夫リッキー・リカードは熱しやすい性格のキューバ系アメリカ人の将来有望な歌手およびバンドリーダーである。ルーシーが引き起こす騒動により、その忍耐力が試される。怒るとスペイン語に戻る。ルーシー同様、過去や家族が話題になることはあまりない。リッキーの母（メアリー・エムリー）が2エピソードに登場した他、ルーシーが夫について5人兄弟がいると語った程度である。またリッキーは実質的におじのアルベルト（キューバを訪れるエピソードに登場）に育てられ、ハバナ大学に在籍していた。
1957年の『The Lucille Ball–Desi Arnaz Show』の『Lucy Takes a Cruise to Havana』のエピソードでルーシーとリッキーがどのように出会い、リッキーがどのようにして渡米したかが明らかにされる。新聞コラムニストのヘッダ・ホッパーによると、1940年にルーシーがマーツ夫妻と共にハバナにバケーションに行った際にルーシーとリッキーは出会った。英語が堪能で大学の最終学年であったにもかかわらず、リッキーは船着場で馬車の運転手をしていた。リッキーはルーシー達のツアー・ガイドとなり、2人は恋に落ちた。クルーズ船で人気歌手ルディ・ヴァリーに偶然会ったルーシーは、リッキーがヴァリーのバンドのオーディションを受けられるよう交渉し、合格したリッキーはルーシーとマーツ夫妻と同じ船でアメリカに入国した。ルーシーは後に、リッキーはヴァリーと1回しか共演せず、ザビア・クガートにトレードされたと語った。
ルーシーは常に親友のエセル・マーツと共にいる。エセルはニューメキシコ州アルバカーキ出身で、ヴォードヴィルでの名声を再び得ようとしている。エセルはルーシーよりも歌やダンスが長けているため、リッキーは自身のバンドにエセルに出演してもらいたいと考えている。
エセルの夫フレッドは第一次世界大戦の退役軍人で、世界恐慌を経験している。金銭にうるさく、短気で真面目である。しかしながら特にリトル・リッキーには甘い。フレッドも歌やダンスが得意でしばしばエセルとデュエットする。
コネチカット州ウエストポートに引っ越す前はニューヨークのマンハッタンのアッパー・イースト・サイドにある架空の68番通り東623番地に住んでいた。この通りは実際イースト・リバーまで500番地台で終わっている。

## 登場人物

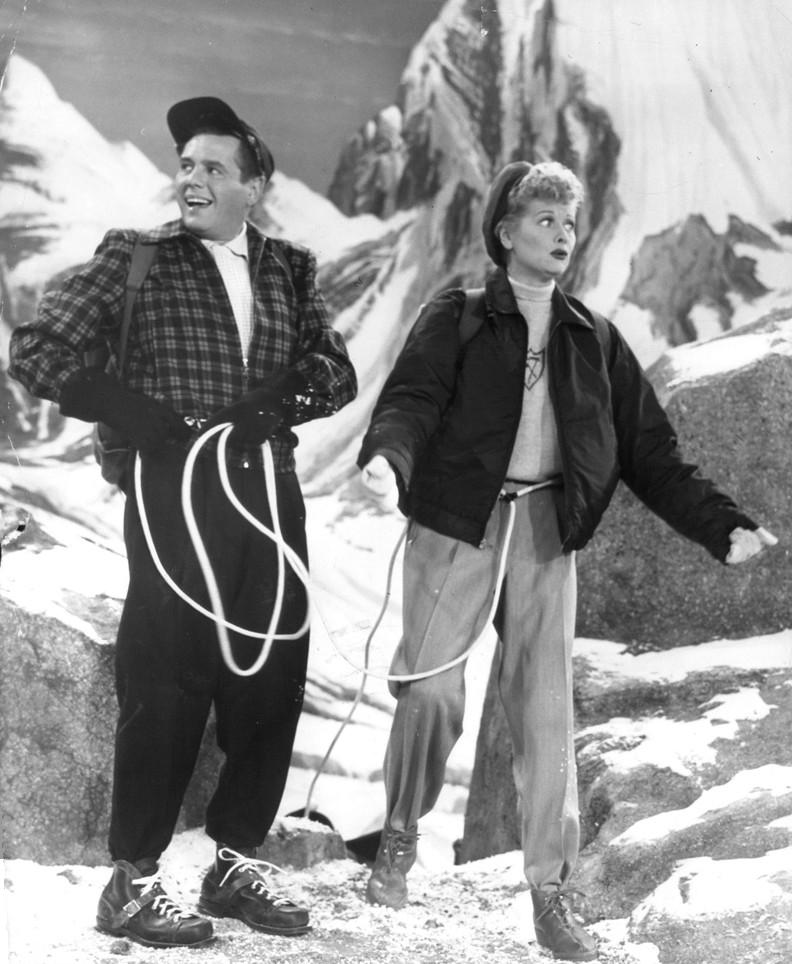
ルーシー（右）とリッキー（左）

- ルーシー・リカード：ルシル・ボール（桜京美/瀬能礼子/DVD版戸田恵子）

この作品の主人公。リッキーの妻。専業主婦だが、ショービジネスの世界に憧れている。何かあれば、とんでもない発想や行動をし、いつも騒動を巻きおこしてしまうトラブルメーカー。
- リッキー・リカード：デジ・アーナズ（柳澤愼一/DVD版安原義人）

ルーシーの主人。クラブ・バーバルーでラテン音楽のクラブを経営している、バンドリーダー。ルーシーの良き理解者だが、毎度のルーシーが巻き起こす騒動には呆れ顔。キューバ育ちであるため、たまに話していると、スペイン語なまりになることも。
- エセル・マーツ：ヴィヴィアン・ヴァンス（林洋子/DVD版小宮和枝）

フレッドの妻。ルーシーの良き親友で、たいていルーシーと一緒になって、騒動を巻き起こす。
- フレッド・マーツ：ウィリアム・フローレイ（滝口順平/DVD版嶋崎伸夫）

リカード夫妻の住むアパートの管理人であり、エセルの主人。とぼけているが、毒舌をよく言う。
- エンリケ・アルバート・リカード4世（リトル・リッキー） : 乳児期マイク&ジョー・メイヤー（双子）、幼児期キース・シボドゥ
- ミニー・フィンチ（『Fan Magazine Interview』）/ルーシーの母 : キャサリン・カード
- シンシア・ハーコート - ルーシーの社交学校時代の親友/エヴリン・ビグスビー（Return Home from Europe）/ベティ・ラムジー - コネチカットの隣人 : メアリー・ジェーン・クロフト
- ラルフ・ラムジー、他 : フランク・ネルソン
- ジェリー : ジェリー・ハウズナー リッキーのエージェント
- キャロライン・アプルビー : ドリス・シングルトン 当初の名はリリアン・アプルビーであったが、「リリアン」と「ルーシー」の発音が似ていることからキャロラインに変更となった。
- マリオン・ストロング : シャーリー・ミッチェル 当初マギー・リストにより演じられていた。
- マチルダ・トランブル/町長（『The Marriage License』） : エリザベス・パターソン
- チャールズ・レイン
- バーバラ・ペッパー
- ロバータ : イヴ・マクヴィー 美容師
- ボビー : ボブ・ジェリソン ベルボーイ（ハリウッド編）
- マダム・ル・モンド : メアリー・ウィックス バレエ教室の先生

『My Favorite Husband』で共演したゲイル・ゴードンとビー・ベネドレットがフレッド役およびエセル役に配役される予定であったが、どちらも契約に至らなかった。ゴードンはリッキーのボスであるミスター・リトルフィールド役として2回、1時間放送で民事裁判官役として、計3回ゲスト出演している。ゴードンは『Fibber McGee and Molly』、『Our Miss Brooks』などでの短気な役で好評を博すラジオ全盛期のベテランであった。『アイ・ラブ・ルーシー』以降の『ルーシー・ショー』、『陽気なルーシー』、『Life with Lucy』でルシル・ボールと共演している。ベネドレットはリカード夫妻の隣人で年配のミス・ルイス役として1回ゲスト出演している。
後に『Green Acres』でドリス・ジフェル役を演じるバーバラ・ペッパーもエセル役候補であったが、夫クレイグ・W・レイノルズの死後、飲酒問題を抱えるようになってしまった。ボールとペッパーの友情は『羅馬太平記』でのゴールドウィン・ガールズにさかのぼる。
ルシル・ボールの家族や親友の名前が多くの登場人物に名付けられた。マリオン・ストロングはニューヨーク時代のルームメイトおよび親友でルーシーとリッキーの初めてのデートをお膳立てした人物である。リリアン・アプルビーはアマチュアとして舞台に出ていた頃の教師。ポーリーン・ロパスは幼馴染で、フレッドは兄弟および祖父の名前である。ルーシーとデジにはアンドリュー・ヒコックスというビジネス・マネージャーがおり、第4シーズンの第1話『The Business Manager』ではミスター・ヒコックスという男性を雇う。

## 製作スタッフ
- ディレクター: マーク・ダニエルズ （1951年～1953年、33エピソード）、ウィリアム・アシャー （1952年～1957年、101エピソード）、ジェイムス・V・カーン （1955年～1957年、39エピソード）
- プロデューサー: ジェス・オプンハイマー （1951年～1956年、153エピソード）、デジ・アーナズ （1952年～1956年、エグゼクティブ・プロデューサーとして124エピソード、1956年～1957年、プロデューサーとして26エピソード）
- 脚本: マデリン・ピュー、ボブ・キャロル・ジュニア（『ルーシー・デジ・コメディ・アワー』の全エピソードを含む）、ジェス・オプンハイマー（第1～5シーズン）、ボブ・シラー、ボブ・ウエスコフ（第5～6シーズンおよび『ルーシー・デジ・コメディ・アワー』）
- 音楽: ウィルバー・ハッチ（1951年～1954年、33エピソード）、エリオット・ダニエル（1952年～1957年、135エピソード）、マルコ・リゾ（1951年～1957年）
- 撮影: カール・フロイント（1951年～1956年、149エピソード）
- 衣裳デザイン: エロイス・ジェンセン（1953年～1955年、57エピソード）
- 編集: ダン・カーン、バド・モリン

### 日本語版制作スタッフ
- 演出：山田悦司
- 翻訳：米村晰

## 背景
1933年、ルシル・ボールはニューヨークでのモデル業の成功後、サミュエル・ゴールドウィンにより16人のゴールドウィン・ガールズの1人に選ばれ、当時映画スターであったエディ・カンターと『羅馬太平記』で共演し、ハリウッドに転居した。熱心に仕事に取り組んだボールはサミュエル・ゴールドウィン・スタジオとコロンビア ピクチャーズに短期間所属し、その後RKOに移籍した。RKOで最初はエキストラ、次に端役、そして最終的に長編映画の主演相手役、B級映画の主演と着実に映画の仕事をこなし、「B級映画の女王｣の名をつけられた。RKO時代、ボールは体を張ったコメディ、他の女優が避けるようなスタントで評判を上げ、重宝されていた。好評を博した1939年から1940年のブロードウェイ・ミュージカル『Too Many Girls』の映画化で1940年にキューバ人バンドリーダーのデジ・アーナズと出会った。RKOはこの作品の映画化権を購入し、ボールはアーナズの恋の相手に配役された。2人の仲は急速に進展し、1940年11月、コネチカットに駆け落ちした。しかしボールの撮影はハリウッドで行なわれ、アーナズは自身のバンドのナイトクラブとの契約でツアー公演に出なくてはならなかった。
映画の撮影を着実にこなしていたが、長編映画の主演女優には至らなかった。しかし観客からは人気があった。1942年、ヘンリー・フォンダと共演したデイモン・ラニアン作の『The Big Street』で批評家の賞賛を受け、メトロ・ゴールドウィン・メイヤー（MGM）と契約した。MGMへの移籍後、MGMがボールを出演させようとしたテクニカラー作品に対応するため、ボールはブロンドだった髪を赤毛に染めた。MGMはボールを様々な作品に出演させたが、コメディアンのレッド・スケルトンとの『DuBarry Was a Lady』（1942年）などボールの体を張ったコメディが前面に打ち出されたものであった。ボールの人目を引く美しさは、映画で見せる体を張った道化とは際立って対比しており、MGMはボールを他のジャンルの映画に出演させようとした。しかしこの選定は困難を極め、1946年の契約満了で更新されなかった。
ボールはフリーランスで映画に出演するようになり、他の道を模索していた。第二次世界大戦前からジャック・ヘイリーやバンドリーダーのケイ・カイザーのラジオ番組など様々なラジオ番組にゲスト出演し、成功した。これらの出演からCBSに注目され、CBSは『Our Miss Brooks』、『My Favorite Husband』の2つの30分の新しいシットコム番組のうち1作品にボールを出演させようとした。後者が選ばれ、ボールは神経質で狡猾なリズ・クガート役（後に英語のクーパーに変更）を演じ、銀行員の夫役はパイロット版ではリー・ボウマン、本編ではリチャード・デニングが演じた。イザベル・スコット・ロリック作の小説『Mr. and Mrs. Cugat』を基にした『My Favorite Husband』はジェス・オプンハイマーの脚本およびプロデュース、マデリン・ピューおよびボブ・キャロル・ジュニアの脚本補助により製作された。1948年7月23日、ゼネラル・フーズの提供により放送が開始され、CBSのヒット作となった。このラジオ番組放送期間中、ボブ・ホープと共に映画『Sorrowful Jones』（1949年）、『Fancy Pants』（1950年）に出演した。どちらの映画も興行的にも批評的にも成功し、ボールはコメディエンヌのトップと評された。CBSは彼女のスキルを活かすことにした。
1950年、CBSはリチャード・デニングとの共演で『My Favorite Husband』のテレビ・ドラマ化をボールに打診した。しかしボールはアーナズをハリウッドに留め、夫婦の危機を乗り越える良い機会だと考えた。ボールはアーナズを夫役にすることを主張し、CBSはアーナズがキューバ人であるために気乗りせず大いに困惑した。局の重役は、観客はアメリカ人女性とラテン男性の結婚はありえないと考えていると思っていた。CBSの考えを正すため、ボールとアーナズはキャロルとピューによる脚本およびアーナズのオーケストラでヴォードヴィルを巡業上演した。この公演はヒットし、新しい作品にボール&アーナズのペアが価値があるとCBSの重役のハリー・アッカーマンを納得させた。また、2人にアッカーマンが納得されたように、CBSはライバル局のNBCやABCおよびDuMont Television Network を納得させた。パイロット版が製作されることとなり、1951年3月、ハリウッドでキネコで収録された。この頃ボールは第一子を妊娠し、また1951年3月31日、ラジオ番組『My Favorite Husband』の最終回が放送された。ボールとアーナズはこのラジオ番組と同じ、オプンハイマー、ピュー、キャロルを脚本家に採用し、『アイ・ラブ・ルーシー』が製作されることとなった。いくつかの広告会社にパイロット版を公開後、当初はそれほどの評価が得られなかったが、ミルトン・ビューの会社に広告権を売却し、タバコ会社のフィリップモリスがスポンサーとなった。

### プロダクション
1951年の春から夏の間、『アイ・ラブ・ルーシー』の製作が始まった。オプンハイマー、ピュー、キャロルは設定の微調整とシリーズの最初の脚本の執筆を始めた。3人は『My Favorite Husband』のテレビ・ドラマ化に使えそうな話の在庫を持っていた。また『My Favorite Husband』の共演者や製作チームも再結集した。デジ・アーナズのオーケストラはドラマの音楽を演奏し、バックや舞台展開時の音楽の楽譜を作成した。アーナズの幼馴染のマルコ・リゾが編曲およびピアノ演奏をし、ウィルバー・ハッチがオーケストラの指揮をした。2つの問題が生じた。フィリップモリスがスポンサーとなったことが、最終的に『アイ・ラブ・ルーシー』の運命を変えた。ボールとアーナズは『The George Burns and
 Gracie Allen Show』のように隔週放送するつもりであった。しかしフィリップモリスは毎週放送と主張し、そのためボールはドラマ撮影と並行して映画の撮影の可能性が縮小してしまった。もう1つの問題は、フィリップモリスはハリウッドよりもニューヨークを舞台にした作品にしたかった。当時、多くのテレビ番組がニューヨークから生放送で東部および中西部に放送されていた。西海岸の視聴者は有線テレビ・モニターを撮影した35 mmまたは16 mmフィルムのキネコの低画質でしか観ることができなかった。ビデオテープはまだ発達しておらず、キネコのみが実用的で手頃な手段であった。東西の海岸を結ぶケーブル・システムがまだ存在せず、キネコではすぐに放送することができなかった。番組は一旦ハリウッドに送られなくてはならず、西海岸では約1週間遅れで放送された。また逆に『Burns and Allen』や『エド・ウィン・ショー』のようにハリウッドで撮影された作品は、東海岸の視聴者は低画質で観なくてはならなかった。当時、フィリップモリスなどの多くのスポンサーはミシシッピよりも東に住む視聴者がこれを好んでいないと考えていた。第一子出産を間近に控え、ボールとアーナズはハリウッドに留まり撮影することを主張し、この作品はハリウッド撮影のドラマの先駆けの1つとなった。費用の問題によりCBSとフィリップモリスは当初これに難色を示したが、2人が差額を週1000ドル差し引くことでこれに渋々ながら同意した。これと引き換えにボールとアーナズは『アイ・ラブ･ルーシー』の所有権のほとんどを要求し承諾された。これによりボールとアーナズがプロデュースの責任を負うこととなった。当時の連盟はスタジオで撮影するどのプロダクションもスタジオの従業員を撮影に雇うことを規定していた。CBSのテレビおよびラジオのスタッフは違う連盟に所属していた。そのためアーナズは会社を設立し、自身のオーケストラのマネージメントと同時に『アイ・ラブ・ルーシー』の製作もすることにした。カリフォルニア州チャツワースにある2人の農場の名に因み、この会社はデシル・プロダクションと名付けられた。
この頃すでにいくつかの連続テレビ・ドラマがハリウッドで撮影されていたが、映画と同様に1台のカメラで撮影し、観客がいるかのように笑い声を追加していた。しかしアーナズとジェス・オプンハイマーはコメディを盛り上げるためにはボールが実際の観客の前で演じるべきだと考えた。この新しい試みは消防法により困難であった。アーナズとオプンハイマーは運良く経済危機に陥っていたハリウッドのラス・パルマス通りにあるジェネラル・サービス・スタジオを見つけた。スタジオのオーナーであるジミー・ナーサーから買収し、CBSの財政支援を受けスタジオ2室を改築し、観客を受け入れるための消防法をクリアした。
撮影には3台の35 mmフィルム・カメラを同時に使用した。このアイデアは元々ラルフ・エドワーズのクイズ番組『トゥルース・オア・コンシクエンシーズ』が先駆けで、その後観客なしの『Amos 'n' Andy』で節約のため使用された。エドワーズのアシスタントのアル・サイモンがこの画期的な新しい撮影技術の手助けのためにデシルに雇われた。1台のカメラでは、観客が同じシーンを3～4回観させられてリアクションをとらなければならないところを、3台のカメラを使用することによりこれが改善される。複数のカメラを使用することにより、これまでなかった順序立てての撮影が可能になった。撮り直しはほとんどされず、台詞を間違おうとも続行された。ボールとアーナズは『メトロポリス』（1927年）、『魔人ドラキュラ』（1931年）、『大地』（1937年）などの撮影および『ミイラ再生』（1932年）を監督したアカデミー賞受賞者のカール・フロイントに撮影監督を依頼した。当初、フロイントはテレビの仕事に全く興味がなかったが、ボールとアーナズの個人的懇願により承諾した。フロイントは均一の照明を用い、3台のカメラが同品質の映像を撮影することを可能にした。ある時、最終フィルムに影が映りこんでしまい、20～22分のエピソードの撮影に60分かかったことがあり、コントラストが強調されて放送された。
上記のように観客のリアクションは生であり、当時シットコムで多用されていた録音笑いと違い、より本物の笑いであった。レギュラーの観客の笑い声がいくつかのエピソードで聞こえることもあるが、出演していないシーンでのアーナズの独特の笑い声やボールの実の母の発する独特の「Uh Oh」という言葉が聞こえることもある。後にCBSは『アイ・ラブ・ルーシー』の観客の声を「録音笑い」にし、観客のいない他の数々の番組で使用した。
『アイ・ラブ・ルーシー』が先駆けとなった3台カメラ撮影は、観客を入れたシットコム撮影でのスタンダードとなり、観客を入れない撮影では1台での撮影のままとなった。この結果、キネコとの映像の差が歴然となった。ルーシーおよびボール本人が妊娠する第2シーズンでデシルに思わぬ利益をもたらした。39エピソード放送の契約が実行不能となり、アーナズとオプンハイマーは産後休養が必要なルーシーのために、第1シーズンで評判が良かったエピソードを再放送することに決め、結果的に第2シーズンは他のシーズンよりもエピソードが少なくなった。思いがけず再放送は高視聴率をあげ、後に一般的に再放送がシンジケーション市場で有益となった。またイギリスやスペインに紹介された最初のテレビ番組となった。
ボールとアーナズの共同経営であったデシル・プロダクションは次第に活動の場を広め、他の番組にもスタジオを貸すようになった。『アイ・ラブ・ルーシー』第1～2シーズン（1951年～1953年）でデシルが撮影に使用していたジェネラル・サービス・スタジオは最終的にハリウッド・センター・スタジオとして知られるようになった。1953年、ハリウッドのコウエンガ通り846番地のモーション・ピクチャー・センターがデシル・スタジオと改名され、『アイ・ラブ・ルーシー』第3～6シーズン（1953年～1957年）が撮影された。1956年以降、デシルの他のスタジオとの混乱を避けるため、デシル=コウエンガ・スタジオとして知られるようになった。スタジオの発展を続けるため、1957年、ボールとアーナズはジェネラル・タイヤから、かつて2人が端役として演じたことがあるRKOラジオ・ピクチャーズを600万ドル以上で買収した。デシルはハリウッドのガウアー通りと、カリフォルニア州カルバーシティにある「フォーティ・エイカーズ」と呼ばれる撮影所を含むスタジオの2箇所をRKOから400万ドルで獲得した。離婚から2年後の1962年、ボールはデシルのアーナズの取り分を買収し、デシルはボールの単独オーナーとなった。1967年、ボールはパラマウント映画などによるGulf and Western Industries にデシルを売却した。その後デシル=コウエンガ・スタジオは民間のプロダクション会社となり、2010年までレン=マー・スタジオとして知られていた。ガウアー通りのRKO=デシル・スタジオは現在パラマウントが所有し、カルバーシティのスタジオは独立しカルヴァー・スタジオとなった。1976年、フォーティ・エイカーズの撮影所はGulf and Western により売却され、1980年代、再開発された。

### マーツ夫妻
『My Favorite Husband』から、『アイ・ラブ・ルーシー』の脚本家達はリカード夫妻には年上の夫婦役が必要だと考えた。『My Favorite Husband』放送期間中、ベテラン性格俳優のゲイル・ゴードンがジョージ・クーパーの年上で経済的に安定したボスであるルドルフ・アターバリー、ビー・ベネドレットがその妻アイリスを演じた。当初ボールは2人にテレビ・ドラマ版にも続投を希望していたが、ゴードンはCBSとラジオおよびテレビの『Our Miss Brooks』と交渉中、ベネドレットは『Burns and Allen』に出演中であったため実現しなかった。
「マーツ」という名はマデリン・ピューがインディアナポリスでの幼少時に会った医師の姓から名付けられた。
マーツ夫妻の配役にはチャレンジが必要であった。当初ボールはコロンビア映画『Miss Grant Takes Richmond』で共演した性格俳優のジェイムス・グリーソンをフレッド・マーツ役に希望していたが、グリーソンは1エピソードにつき約3,500ドルを要望したため困難であった。円熟したヴォードヴィリアンで映画にも100作品近く出演していた性格俳優である64歳のウィリアム・フロウリーは直接ボールに電話をし、ボールの新しい番組に自身に当てはまる役はあるか尋ねた。ボールはフロウリーに関してRKO時代に少し知っていた程度であったが、アーナズとCBSに提案してみた。CBSはハリウッドで知れ渡っていた彼の深酒により、生放送に出演するのは困難ではないかと難色を示した。しかしアーナズはフロウリーを推し、ボールが出演料の件やゲイル・ゴードンが演じたルドルフ・アターバリーに比べて意地の悪さがフロウリーに適役であると考えているとしてフレッド役に配役されるよう掛け合った。アーナズがフロウリーに撮影期間は全く酒を飲まないことを約束させ、フロウリーがベテラン俳優であるにもかかわらず、1度でも酔った状態で撮影に来た場合即刻解雇と語ったことからCBSの態度は軟化した。9シーズン続いた『アイ・ラブ・ルーシー』でフロウリーは1度も酔った状態で登場することなく、以降アーナズの数少ない親友の1人となった。
エセル・マーツの配役もまた難航した。最初の候補者はボールの親友のバーバラ･ペッパーであった。2人は1933年、ゴールドウィン・ガールズに所属しハリウッドに来た時からの長い付き合いであった。ペッパーはボールと親しかったが、CBSはフローリーよりもさらに深刻な飲酒問題を抱えているとして却下した。しかし『アイ・ラブ・ルーシー』には数回端役で出演することとなった。『アイ・ラブ・ルーシー』のディレクターであるマーク・ダニエルズはヴィヴィアン・ヴァンスを推薦した。1940年代初頭、ダニエルズはニューヨークのブロードウェイでヴァンスと仕事をしたことがあったのである。ヴァンスはブロードウェイで20年以上様々な役を演じて既に成功しており、1940年代後期にはハリウッドで映画2作品にも出演していた。にもかかわらず、1951年まではハリウッドではまだ無名であった。ヴァンスはカリフォルニア州ラホヤで『The Voice of the Turtle』の再演に出演していた。アーナズとオプンハイマーはこの公演を観に行き、即採用した。ヴァンスはテレビのために映画や舞台を諦めなくてはならないことに難色を示し、ダニエルズとの契約にはまだ至らなかった。ボールは年配の家庭的な役柄であるエセル役にはヴァンスは若く魅力的すぎるとして不安であった。またボールは当時のハリウッドの常識として、ヒロインは1作品1人であるべきであると信じており、ボールは自身が『アイ・ラブ・ルーシー』のただ1人のヒロインであると考えていた。しかしアーナズはヴァンスの演技に感銘を受け、彼女を雇った。この決断により、ヴァンスの衣裳は時代遅れのドレスで彼女の魅力を故意に下げた。ボールとヴァンスの関係は撮影開始直後は微妙であった。最終的にヴァンスの無害な性格、演技に対するプロフェッショナルな態度から、ボールは彼女と仲良くなっていった。1954年、ヴァンスはエミー賞助演女優賞を獲得した最初の女優となった。ボールとヴァンスは生涯においての親友となった。『アイ・ラブ・ルーシー』終了後、ボールはヴァンスに新しいドラマ『ザ・ルーシー・ショー』のW主演を頼んだ。
舞台裏ではフロウリーとヴァンスの仲はあまりよくなかった。しかし彼らは常にプロフェッショナルであり、作品中では抜群の相性を見せた。しかし実生活であまり仲のよくない2人が見せる作品中の結婚生活はより面白いものとなった。フロウリーはヴァンスが登場すると「a sack of doorknobs」と嘲った。伝えられるところによると、フローリーより22歳若いヴァンスは、父親ほどの年齢の男性と結婚するエセルの役柄は好きではなかった。またヴァンスはフロウリーの歌とダンスのスキルについて文句を言ったことがある。フロウリーとヴァンスは番組期間中ずっと敵対関係にあった。
1957年、『アイ・ラブ・ルーシー』は『Westinghouse Desilu Playhouse』の一部である1時間の『ルーシー・デジ・コメディ・アワー』に生まれ変わった。他の『Westinghouse Desilu Playhouse』の番組と1ヶ月交替であった。この新番組では著名なゲスト・スターを話の本筋に関わらせ、マーツ夫妻も続投したが出番は少なくなった。仕事量が減ってフロウリーは喜んだが、ヴァンスはいささか不満であった。ヴァンスを大いに尊敬していたアーナズは、『アイ・ラブ・ルーシー』のスピンオフ『The Mertzes』を持ちかけた。有益で自身の番組が持てるとしてフロウリーは乗り気であったが、ヴァンスはいくつかの理由があったが最も大きな理由はこれ以上フロウリーと共演することが困難でるとしてこれを断った。またヴァンスはリカード夫妻なくしてマーツ夫妻の話だけでは成功しないと考えていた上、エセル役より魅力的な役柄に興味を持っていた。事実『ルーシー・デジ・コメディ・アワー』第13話では『アイ・ラブ・ルーシー』では見せなかったような魅力的な役柄を演じている。フロウリーのヴァンスへの恨みはヴァンスがスピンオフを辞退して以降増大し、台詞以外めったに会話をしなくなってしまった。
数年後、ヴァンスは『ザ・ルーシー・ショー』に、フロウリーは『My Three Sons』に出演し、両者は近くのスタジオで撮影していたため、フロウリーは子役にヴァンスのリハーサルでいたずらをするよう仕掛けることがあった。

### 妊娠およびリトル・リッキー
ボールは結婚初期に何度か流産し、その後『アイ・ラブ・ルーシー』撮影開始直前の1951年7月17日、第一子長女ルーシー・アーナズを出産した。ボールが妊娠中にパイロット版が撮影されたのだが、エピソードには妊娠に関連する事項は一切含まれなかった。当時CBSは妊娠に触れることは悪趣味であると考え、広告会社がアーナズに妊婦を出演させるなと語っていたからである。
第2シーズン中にボールは第二子長男デジ・アーナズ・ジュニアを妊娠し、今回はこの妊娠が物語に組み込まれた。妊娠がテレビで放送されたのは『アイ・ラブ・ルーシー』が初めてという俗説があるが、1940年代後期のシットコム『Mary Kay and Johnny』のメアリー・ケイが最初である。
CBSは『アイ・ラブ・ルーシー』で「pregnant」という言葉を使うことを禁じ、代わりに「expecting」という言葉を使った。1952年12月8日、『Lucy Is Enceinte』というエピソードが放送された。「enceinte 」はフランス語で「妊娠」を意味する。1週間後の1952年12月15日、『Pregnant Women Are Unpredictable』というエピソードが放送された（ただしエピソード名は放送されなかった）。1953年1月19日、『Lucy Goes to the Hospital』というエピソードで赤ちゃんが誕生した。このエピソードは注目を集め、放送日はボールが実生活で帝王切開でデジ・ジュニアを出産する日が選ばれた。このエピソードは当時のテレビ史上最高の71.7%の視聴率を誇り、ドワイト・D・アイゼンハワーの大統領宣誓就任式の視聴率67.7%を越えた。
通常、ドラマでは子供の成長の具合が実際の年月とは違ったりするが、『アイ・ラブ・ルーシー』ではリトル・リッキーの成長は実際の年月に則していた。1952年から1953年は乳児期、1953年から1956年は幼児期、1956年から1960年には学校に通う年齢となった。この間、2組の双子、および少年期にはキース・シボドゥの計5名がこの1つの役を演じた。ただし、『Lucy and Superman』のエピソードでリトル・リッキーは5歳と言うが、実際には生まれてから4年しか経っていない。
ジェス・オプンハイマーは自伝で、子供の性別を決めるのが問題だったと語っている。リカード夫妻に男の子ができたらよりコミカルになると考えた。オプンハイマーはデジに男女どちらがいいか尋ねたところ、デジはルーシーとの間に男の子ができる機会はこれを逃したら最後となるかもしれないから男の子がいいと応えた。それ以降、ルシル・ボール自身の子の性別がどちらだろうと関係なく、ルーシー・リカードの子は男の子だと決めた。

## エピソード
| シーズン | シーズン         | エピソード | 放送日         | 放送日        | DVD発売日     |
| シーズン | シーズン         | エピソード | 初回放送日     | 最終回放送日  | リージョン1   |
| -------- | ---------------- | ---------- | -------------- | ------------- | ------------- |
|          | 1                | 35         | 1951年10月15日 | 1952年6月9日  | 2003年9月23日 |
|          | 2                | 31         | 1952年9月15日  | 1953年6月29日 | 2004年8月31日 |
|          | 3                | 31         | 1953年10月5日  | 1954年5月24日 | 2005年2月1日  |
|          | 4                | 30         | 1954年10月4日  | 1955年5月30日 | 2005年5月3日  |
|          | 5                | 26         | 1955年10月3日  | 1956年5月14日 | 2005年8月16日 |
|          | 6                | 27         | 1956年10月1日  | 1957年5月6日  | 2006年5月2日  |
|          | コメディ アワー1 | 5          | 1957年11月6日  | 1958年4月14日 | 2007年3月13日 |
|          | コメディ アワー2 | 5          | 1958年10月6日  | 1959年6月5日  | 2007年3月13日 |
|          | コメディ アワー3 | 3          | 1959年9月25日  | 1960年4月1日  | 2007年3月13日 |

ほとんどのエピソードがリカード夫妻の住む架空の68番通り東623番地のテラスハウス（北緯40度45分47秒 西経73度57分10秒 / 北緯40.763087度 西経73.952788度）またはダウンタウンにあるリッキーの働くナイトクラブ「トロピカーナ」が舞台となっており、まれに町の中が舞台となることもある。後期のエピソードではリカード夫妻とマーツ夫妻が、リッキーの映画撮影のハリウッドに行ったり、リッキーのバンドのツアー公演先のヨーロッパに行ったりした。また両夫妻がマイアミビーチへ旅行し、そのついでにリッキーの故郷であるキューバに行くこともあった。1950年代後期、何百万ものアメリカ人が郊外に転居しており、この夫妻はコネチカット州ウエストポートに転居した。
記録に残るエピソードを以下に示す:
- The Audition （1951年10月12日放送） : 観客より一部撮影されたカラーの8ミリ映像が残っている[17][18] See here。
- Lucy Does a TV Commercial （1952年3月28日放送） : テレビのコマーシャルでビタミン、肉、野菜、ミネラル、そしてアルコール23%（46プルーフ。Hadacol と似ている）を含む薬を宣伝する「Vitameatavegamin girl」となった。ルーシーはリハーサルの間に徐々に酔っ払ったが、果敢に飲み続け、最終的に生中継の本番で失敗してしまう。2005年10月、『アイ・ラブ・ルーシー』放送60周年のファン投票でこのエピソードがお気に入り作品に選ばれた。『TVガイド』とNick at Nite は『TV Guide's 100 Greatest Episodes of All-Time』で『The Mary Tyler Moore Show のエピソード『Chuckles Bites the Dust』（1952年5月5日放送）に次ぐ第2位にランク付けした。
- Job Switching （1952年9月15日放送） : [19]ルーシーとエセルはベルトコンベアーによるキャンディ詰めの仕事を始めた。最初は簡単そうだったが、徐々に速度が上がりついていけずにどんどん落とし、必死に取り繕おうとする。2013年、Paley Center for Media の特別番組『TV's Funniest of the Funniest』でキャンディ工場のシーンがテレビ史に残る1番組1シーンの30作品の中に選ばれた[20]このエピソードはヴォードヴィルの古くからあるネタを基に作られており、何度もパロディ化されている。
- Lucy and Superman （1957年1月14日放送） : ルーシーはリトル・リッキーの誕生日に、1950年代に放送された『Adventures of Superman』主演のジョージ・リーヴスに出席を願う。しかしうまくいかず、ルーシー自身がスーパーマンの衣裳を着たが、自宅の外壁に引っ掛かったところをスーパーマンの格好をしたリーヴスが現れ救出する。リーヴスはスーパーマンの役のままで通している。
- L.A. At Last! （1955年2月7日放送） : ルーシー、フレッド、エセルはハリウッド・スターが度々訪れるBrown Derby でランチをする。緊張していたルーシーはウエイターが運んでいたパイを誤ってウィリアム・ホールデンの顔に投げつけてしまう。ホテルでリッキーはルーシーを驚かせようとしてルーシーの好きな俳優の1人を連れてくる。それはあのウィリアム・ホールデンであった。ホールデンが自分に気付くのを恐れ、ルーシーは付け鼻で変装するが、タバコを吸おうとして鼻に火がついてしまう。このエピソードはルシル・ボールのお気に入りのエピソードとされる。
- Harpo Marx （1955年5月9日放送）: ハリウッド滞在中、ルーシーの友人キャロライン・アプルビーが訪ねてくるが、ルーシーにはセレブリティの知り合いがたくさんいると思い込んでいる。ルーシーとエセルがキャロラインの眼鏡を取り上げ、ルーシーは数々のセレブリティに成りすます。一方リッキーとフレッドはハーポ・マルクスをリカード夫妻の自宅に招く。彼が現れた時、ルーシーは彼の変装をしており、彼の姿を見てキッチンのドアに隠れる。彼が偶然ルーシーの姿を見て驚き、ルーシーが動きを完全に真似することができるか試す。このエピソードはマルクス兄弟の『我輩はカモである』のハーポとグラウチョの有名な鏡シーンのトリビュートである[21]。
- Lucy's Italian Movie （1956年4月16日放送） : イタリア訪問中、地元の名所を訪ねる目的でイタリアン・ワイナリーに行くこととなる。ワイナリーに到着した時彼女はワイン踏み従業員と間違われて巨大な樽の中に入れられ、共にぶどうを踏んでいた女性と喧嘩になる。
- Lucy Does the Tango （1957年3月11日放送） : リカード夫妻とマーツ夫妻の養鶏業はうまくいかない。ルーシーとエセルは夫たちに雌鶏がたくさん卵を産んだと嘘をつくため、買ってきた卵を鶏小屋まで運ぶ間、服の下に隠す。地元のイベントのためにリッキーはルーシーとタンゴの練習をしなければならないと主張する。ルーシーの服の下にたくさんの卵が隠されていることをリッキーは知らない。
- The Black Wig （1954年4月19日放送） : ルーシーはリッキーがあまり自分に関心がないと思い、外見を変えようとする。ルーシーの美容師（イヴ・マクヴィー）はイタリア風の黒髪かつらをルーシーに施す。ルーシーは他の女性になりすまし、リッキーの気をひこうとする。リッキーは彼女にすぐ気付くが、気付かない振りをしてデートを申し込む。ルーシーの企てはうまくいかず、思わぬ方向に進む。

## オープニング
視聴者にはお馴染みのオープニングは、サテンにハートを重ねた映像に出演者名や題名が記される。これは1959年から1967年にCBSで再放送された際に作られ、以降シンジケートで放送される場合も使用される。オリジナルの放送では3頭身アニメのボールとアーナズがスポンサー名および広告を表示させる。これらはウィリアム・ハンナおよびジョセフ・バーベラによるアニメーション・チームにより作成されたが、当時2人はMGMとの独占契約だったため、クレジットを断った。
オリジナルのメイン・スポンサーはタバコ会社のフィリップ・モリスであり、アニメ化されたルーシーとリッキーがタバコの箱と共に登場してオープニングを飾る。初期のエピソードではルーシーとリッキー、そして時々エセルとフレッドはフィリップ・モリスのタバコを吸ってみせていた。ルーシーは1952年5月5日放送の『Lucy Does a TV Commercial』のエピソードでベルボーイの格好をしたジョニー・ロヴェンティーニのフィリップ・モリスのコマーシャルの真似をした。オリジナルの放送が終わると同時にフィリップ・モリスはスポンサーを降り、シンジケートでの再放送のために新しいオープニングが必要となり、サテンにハートを重ねた映像が作られた。オリジナル放送時には他にP&GのCheer およびLilt Home Permanent （1954年–1957年）、ゼネラル・フーズのSanka （1955年–1957年）、フォード・モーター（1957年–1958年）、ウェスティングハウス・エレクトリック（1958年–1960年）がスポンサーとなっていた。
TV Land での放送で、編集によりスポンサー名をカットしてTV Land の名を重ねたオリジナルのオープニングが復活した。しかしこれをキッチュとみる向きもある。
このアニメのオープニングおよび番組途中のコマーシャル・アニメーションはDVD版で復活されている。

### テーマ・ソング
オープニング曲はインストゥルメンタルとして作曲された。歌詞はアカデミー賞に5回ノミネートされたハロルド・アダムソンにより作詞された。この歌は『Lucy's Last Birthday』のエピソードでアーナズにより歌われた。

I love Lucy and she loves me. （僕はルーシーを愛していて、ルーシーも僕を愛している）

We're as happy as two can be. （僕達は最高に幸せだ）

Sometimes we quarrel but then （時々喧嘩もするけれど）

How we love making up again. （すぐにまた仲直り）

Lucy kisses like no one can. （ルーシーは特別なキスをする）

She's my missus and I'm her man, （彼女は僕の妻で僕は彼女の夫）

And life is heaven you see, （人生はまるで天国のよう）

 'Cause I love Lucy, Yes I love Lucy, and Lucy loves me! （なぜなら僕はルーシーを愛し、そう、僕はルーシーを愛していて、ルーシーは僕を愛しているから）

1993年、マイケル・フランクスはアルバム『Dragonfly Summer』でこの曲をカヴァーした。1977年、Wilton Place Street Band はこの曲のディスコ版『Disco Lucy』でTop 40 にランクインした。

## 派生作品

### ラジオ
CBSのヒット・ドラマ『Our Miss Brooks』のように、『アイ・ラブ・ルーシー』ラジオ版の製作が検討された。1952年2月27日、『アイ・ラブ・ルーシー』ラジオ版のサンプルが製作されたが、放送されなかった。これはテレビ版のパイロット版のエピソード『Breaking the Lease』にアーナズがナレーションを入れて編集されたものであった。テレビ版のスポンサーのフィリップ・モリスのコマーシャルも挿入されていた。1950年代、ラジオで放送されることはなかったが、『old time radio』の一部として聞くことが可能であり、近年『old time radio』プログラムとして多くのローカル・ラジオ局で放送された。なお、フィリップ・モリスはその代わりに『My Little Margie』ラジオ版のスポンサーとなった。

### 商品
ボールとアーナズは多くの『アイ・ラブ・ルーシー』関連商品を認可していた。1952年11月上旬、『アイ・ラブ・ルーシー』人形が発売された。番組で使用された物と同形の大人用パジャマ、ベッドルーム・セットなどが製造された。

### 漫画
1954年から1962年、デル・コミックスは『アイ・ラブ・ルーシー』漫画版を計35巻発表し、うち535号と559号は4色印刷であった。1952年から1955年、King Features Syndicate は連載漫画を配給した。この漫画は「ボブ・ローレンス」でクレジットされているが、実際はローレンス・ネイデル作、ボブ・オクスナー作画である。1990年代初頭、Eternity Comics は両者の総集編を発表した。

### ミュージカル
2011年10月1日から2012年2月26日、ロサンゼルスにあるGreenway Court Theatre で『アイ・ラブ・ルーシー』ミュージカル版、『アイ・ラブ・ルーシー・ライブ・オン・ステージ』が上演された。2013年7月17日、ニュージャージー州アトランティックシティから全米ツアー公演が始まった。

## 番組終了後
『アイ・ラブ・ルーシー』第6シーズンで、ボールとアーナズは撮影したいくつかのエピソードをカットすることにした。その代わりにゲスト・スターを招いて60分に拡大し、題名を『ルーシー・デジ・コメディ・アワー』に変えた。1957年から1960年まで、総計13時間放送された。『アイ・ラブ・ルーシー』に出演していたルシル・ボール、デジ・アーナズ、ヴィヴィアン・ヴァンス、ウィリアム・フロウリー、キース・シボドゥが全員続投することとなった。『ルーシー・デジ・コメディ・アワー』は『アイ・ラブ・ルーシー』の第7から9シーズンとしてDVDで発表されている。1960年3月2日のアーナズの誕生日、1時間番組最終回収録の翌日、ボールはアーナズとの離婚を申請した。4月1日に放送されたこの最終回『Lucy Meets the Moustache』は情熱的なキスで終わっていたために人々はより落胆したが、ハリウッドの結婚は短命と言われており、ゲスト・スターであるエディ・アダムスによる曲は『That's All』（これで全て終わり、の意）だったために暗示されていた節もある。
ヴァンスとフロウリーはスピン・オフのオファーを受けていた。フロウリーは乗り気だったが、ヴァンスはこれ以上フロウリーとの共演は望んでおらず断った。1965年、フロウリーは『ザ・ルーシー・ショー』でボールと共演しているが、このエピソードには番組にレギュラー出演していたヴァンスは出演していない。フロウリーとボールの共演はこれが最後となり、1966年3月3日、フロウリーは79歳で心臓発作により亡くなった。
ボールは1962年から6年間『ザ・ルーシー・ショー』に、続いて1968年から6年間『陽気なルーシー』に出演し、1974年、CBSのシットコム・スターの座は終わった。『ザ・ルーシー・ショー』でも『陽気なルーシー』でもヴァンスは出演していたが、エセルを演じることに疲れていたため、ヴィヴ（『ザ・ルーシー・ショー』ではヴィヴィアン・ベイグリー・バンソン、『陽気なルーシー』ではヴィヴィアン・ジョーンズ）を演じた。ヴァンスは『ザ・ルーシー・ショー』の最初の3シーズンはレギュラーだったが、その後および『陽気なルーシー』ではゲスト出演となった。1977年、ゲイル・ゴードンが共演したCBSスペシャル『Lucy Calls the President』がボールとヴァンスの最後の共演となった。
1983年のアル・ヤンコビックのデビュー・アルバム『"Weird Al" Yankovic』には『アイ・ラブ・ルーシー』を題材にしたトニー・バジルの『Mickey』のパロディ『Ricky』が収録されている。
1986年、ボールはABCの『Life with Lucy』に出演した。しかし初週はニールセン視聴率で20位以内に入っていたが、8エピソードで低視聴率により打ち切りとなった。
1986年、映画『クロコダイル・ダンディー』でスー（リンダ・コズラウスキー）に発見されオーストラリアからニューヨークにやって来たミック（ポール・ホーガン）はテレビに興味を持つ。彼がテレビをつけると、シンジケート版の『アイ・ラブ・ルーシー』のオープニングが流れ、すぐにテレビを消す。
2001年の映画『ラットレース』にルーシーの格好をした女性達でいっぱいのバスが登場する。
1989年、放送されなかったパイロット版がCBSで発見され、ルーシー・アーナズの司会による特別番組で放送され、このシーズン最高の視聴率となった。
『アイ・ラブ・ルーシー』は現在も人気がある。イギリスで放送された初めてのアメリカ番組の1つであり、1955年9月に放送が開始され、これによりITVとの取引がより活発になった。最終回から約50年経った2007年7月でもロサンゼルスで最も放送期間が長い番組である。現在、『アイ・ラブ・ルーシー』放送開始数ヶ月前にCBSとの提携を解消したKTTV とKCOP が放送している。TBS（1980年代–1990年代）、Nick at Nite （1994年–2001年）、TV Land （2001年–2008年）およびローカル局で再放送が行なわれている。2008年12月31日、TV Land は優れたエピソード25作品をウエブサイトによる視聴者投票で選び、これを最後に放送終了した。ケーブルテレビは視聴率を高めるため独占権を与えられるのが普通であるが、『アイ・ラブ・ルーシー』は同時期に複数の局で放送され常に成功し続けているまれなケースである。アメリカでは2009年1月2日よりHallmark Channel が『アイ・ラブ・ルーシー』を放送しており、また2010年12月15日より
Weigel Broadcasting のMe-TV Digital subchannelネットワークも放送を開始して以降放送権を持ち、市場の動向により放送している（他の局で放送している場合は代わりに『ザ・ルーシー・ショー』が放送されることもある）。オーストラリアではFox Classics が放送している。
1994年、リーバ・マッキンタイアのスペシャル番組で『アイ・ラブ・ルーシー』のパロディが放送され、マッキンタイアがルーシーを演じた。
1995年、シャキール・オニールが出演したペプシのコマーシャルで『Job Switching』のエピソードをパロディし、オニールは「Speed it up a little!」と叫ぶ女性の位置にいた。
1996年、ニューヨーク州ジェイムスタウンに開館したLucille Ball-Desi Arnaz Center はニューヨークのアパートのセット（Rapaport Center 内のデシル・プレイハウスにあった）のレプリカを含む、ボールおよび『アイ・ラブ・ルーシー』に関する博物館である。
2003年2月10日に放送された『7th Heaven』season 7 のエピソード『I Love Lucy』は『アイ・ラブ・ルーシー』を基に名付けられた。
2003年5月4日、CBSは『アイ・ラブ・ルーシー』の撮影期間を含むルシル・ボールの半生を描いたテレビ映画『Lucy』を放送し、『アイ・ラブ・ルーシー』の『Lucy Does a TV Commercial』、『Lucy is Enceinte』、『Job Switching』など多くのエピソードの映像も使用された。映画終盤、『アイ・ラブ・ルーシー』シリーズが使われた『TVガイド』の多数の表紙、およびリトル・リッキー誕生を報じる『ニューヨーク・ポスト』紙が映像として流れた。
『ザット'70sショー』でドナがルーシー、フェズがリッキー、レッドがフレッド、キティがエセルを演じるエピソードが放送された。
2021年、ボールとアーナズの関係を描いた伝記映画『愛すべき夫妻の秘密』が制作され、ニコール・キッドマンとハビエル・バルデムがボールとアーナズを演じた。

## 受賞歴等

### プライムタイム・エミー賞受賞およびノミネート
1952年
- 作品賞コメディ部門 - ノミネート（受賞者:The Red Skelton Show）

1953年
- 作品賞コメディ部門 - 受賞
- 主演女優賞コメディ部門 : ルシル・ボール - 受賞

1954年
- 主演女優賞連続ドラマ部門 : ルシル・ボール - ノミネート（受賞者:Our Miss Brooks のイヴ・アーデン）
- 助演男優賞連続ドラマ部門 : ウィリアム・フロウリー - ノミネート（受賞者:The Jackie Gleason Show のアート・カーニー）
- 助演女優賞連続ドラマ部門 : ヴィヴィアン・ヴァンス - 受賞
- 作品賞コメディ部門 - 受賞

1955年
- 主演女優賞連続ドラマ部門 : ルシル・ボール - ノミネート（受賞者:The Loretta Young Show のロレッタ・ヤング）
- 作品賞コメディ部門 - ノミネート（受賞者:The Danny Thomas Show）
- 助演男優賞連続ドラマ部門 : ウィリアム・フロウリー - ノミネート（受賞者:The Jackie Gleason Show のアート・カーニー）
- 助演女優賞連続ドラマ部門 : ヴィヴィアン・ヴァンス - ノミネート（受賞者:The Jackie Gleason Show のオードリー・メドウズ）
- 脚本賞コメディ部門 : ジェス・オプンハイマー、ボブ・キャロル・ジュニア、マデリン・デイヴィス - ノミネート（受賞者:The Jackie Gleason Show のジェイムス・B・アラディス、ジャック・ダグラス、ハル・カンター、ハリー・ウィンクラー）

1956年
- 助演男優賞 : ウィリアム・フロウリー - ノミネート（受賞者:The Honeymooners のアート・カーニー
- 主演女優賞連続ドラマ部門 : ルシル・ボール - 受賞
- 脚本賞コメディ部門 : エピソード『L.A. at Last』のジェス・オプンハイマー、マデリン・デイヴィス、ボブ・キャロル・ジュニア、ボブ・シラー、ボブ・ウエイスコフ - ノミネート（受賞者:The Phil Silvers Show のエピソードYou'll Never Get Rich のナット・ハイケン、バリーEブリツァー、アーノルドMオーバック、ハーヴェイ・オーキン、ヴィン・ボガート、アーニー・ローゼン、コールマン・ジェイコビー、トニー・ウエブスター、テリー・ライアン）

1957年
- 主演女優賞コメディ部門 : ルシル・ボール - ノミネート（受賞者:Caesar's Hour のナネット・ファブレイ）
- 助演男優賞 : ウィリアム・フロウリー - ノミネート（受賞者:Caesar's Hour のカール・ライナー）
- 助演女優賞 : ヴィヴィアン・ヴァンス - ノミネート（受賞者:Caesar's Hour のパット・キャロル）

1958年
- 主演女優賞コメディ部門 : ルシル・ボール - ノミネート（受賞者:The Dinah Shore Show のダイナ・ショア）
- 助演男優賞コメディ部門 : ウィリアム・フロウリー - ノミネート（受賞者:Caesar's Hour のカール・ライナー）
- 助演女優賞コメディ部門 : ヴィヴィアン・ヴァンス - ノミネート（受賞者:The Bob Cummings Show のアン・B・デイヴィス）

### その他
- 1997年、『TVガイド』は100 Greatest Episodes of All Time で『Lucy Does a TV Commercial』を第2位に、『Lucy's Italian Movie』を第18位に選定した[32]。
- 1999年、『エンターテインメント・ウィークリー』誌はテレビ史に残る歴史的瞬間第5位にリトル・リッキー誕生を選定した[33]。
- 2002年、『TVガイド』は50 greatest shows で第1位に『となりのサインフェルド』、第2位に『アイ・ラブ・ルーシー』、第3位に『The Honeymooners』をランク付けした[1]。『TVガイド』のコラムニストのマット・ルーシュによると『となりのサインフェルド』と『アイ・ラブ・ルーシー』のどちらを第1位にするかで熱い討論が繰り広げられた。どちらも同じリストに挙げたことが議論の対象となった[34]。
- 2012年、Best in TV: The Greatest TV Shows of Our Time のベスト・コメディとベスト・テレビ番組に選定された。